# Nathaniel A. Owings
Nathaniel Alexander Owings (5 de febrero de 1903 - 13 de junio de 1984) fue un arquitecto estadounidense, socio fundador de Skidmore, Owings & Merrill, que se convirtió en una de las firmas de arquitectura más prestigiosas de Estados Unidos y del mundo. Owings veía los rascacielos como la especialidad de su empresa. Su reputación se basaba en su capacidad para ser lo que él llamaba "el catalizador", la persona de su empresa que resolvía las diferencias entre los clientes, los contratistas y las comisiones de planificación.

## Primeros años
Owings nació en 1903 en Indianápolis, Indiana. Su hermana, Eloise, se convertiría en la esposa de su socio comercial, Louis Skidmore. En 1920 viajó por Europa. La experiencia le inspiró comenzar a estudiar arquitectura en la Universidad de Illinois, pero tuvo que abandonar la escuela prematuramente debido a una enfermedad. Continuó su educación en la Universidad de Cornell, obteniendo el título en 1927.

## Carrera profesional
El primer trabajo de Owing como arquitecto fue en la firma neoyorquina York and Sawyer. Como joven arquitecto, Owings quedó impresionado por Raymond Hood, quien diseñó el edificio RCA en el Rockefeller Center. Más de 50 años después, Owings describió su primera visión del rascacielos de 70 pisos como un impresionante "filo de cuchillo, que presentaba su estrecha dimensión a la Quinta Avenida".
Por recomendación de Hood obtuvo un trabajo como arquitecto en la Exposición Century of Progress en Chicago (1929-34). Lo había contratado su cuñado, Louis Skidmore, el arquitecto jefe de la exposición. Juntos diseñaron la distribución y los edificios de todo el emplazamiento. Se les dijo que construyeran pabellones para más de 500 exhibidores a un costo mínimo utilizando materiales livianos producidos en masa; e idearon soluciones, utilizando los materiales más simples: pabellones construidos con tablones.
Después de que terminó la exposición, los dos arquitectos trabajaron de forma independiente antes de formar una sociedad con sede en Chicago en 1936 con una pequeña oficina en el n.º 104 de South Michigan Avenue. Algunos proyectos más pequeños pertenecen de este período. Una residencia de gran importancia arquitectónica en Northfield, Illinois, que todavía se aprecia y se siente como contemporánea debido a sus interiores abiertos y acogedores y sus grandes ventanales. La asociación también desarrolló proyectos para clientes corporativos que habían conocido durante la exposición de Chicago.
La firma abrió una segunda oficina en el n.º 5 de la East 57th Street en Nueva York en 1937; y Skidmore contrató al joven Gordon Bunshaft que se convertiría en el diseñador principal de la firma. Esta oficina satélite se centró inicialmente en el diseño y desarrollo de un nuevo edificio de oficinas para la American Radiator Company.

### Skidmore, Owings y Merrill (SOM)
Los dos arquitectos ganaron el contrato para diseñar la Exposición Universal de Nueva York de 1939-40; y en 1939 el ingeniero John O. Merrill se incorporó a la firma como socio. El nombre cambió a Skidmore, Owings & Merrill y las operaciones de la empresa se descentralizaron. Las responsabilidades iniciales de Owings se centraron en la oficina de Chicago. Skidmore trabajó en Nueva York. Owings y Skidmore habían aprendido por experiencia que no podían llevarse bien juntos. La relación disfuncional de los socios podría haber condenado a la empresa, pero SOM floreció, a pesar de, o tal vez debido a, la desconfianza latente entre los dos.
Había buenas razones comerciales para una práctica con un pie en Nueva York y otro en Chicago; y la empresa encontró mucho trabajo en ambas ciudades. Al mismo tiempo, se consideró más fácil para el meticuloso Skidmore soportar al agresivo y explosivo Owings desde la distancia. John Merrill, un ingeniero de modales apacibles, figuraba poco en la volátil política de SOM.
La empresa construiría una serie de grandes proyectos, incluido las obras financiadas por el gobierno en instalaciones militares y bases aéreas. Durante los años de la guerra, la sociedad fue contratada para construir una ciudad secreta para 75.000 residentes en Oak Ridge, Tennessee, donde se estaba desarrollando la bomba atómica.
Skidmore y Owings se movieron con facilidad en el mundo del establecimiento empresarial. Owings se volvió especialmente experto en alentar a los directores ejecutivos corporativos a otorgar encargos a SOM. Los socios no desarrollaron reputación como diseñadores inteligentes, sino que se hicieron conocidos por sus habilidades para "hacer llover" y su perspicacia organizativa. Confiaron en otros para hacer el trabajo creativo. SOM desarrolló su reputación de fiabilidad en grandes desarrollos y se convirtió en uno de los constructores de rascacielos más grandes y comentados en la década de 1950. Owings describió al SOM que ayudó a construir como "el King Kong" de los estudios de arquitectura.
La firma ayudó a popularizar el estilo internacional durante la posguerra. El trabajo temprano más conocido de SOM es la Lever House (1952), que fue diseñada por Gordon Bunshaft y que refleja la influencia de Mies Van der Rohe. Las muchas fortalezas de Bunshaft como diseñador se mejoraron con Owings como su supervendedor de SOM; pero las antipatías personales entre estos socios produjeron una relación complicada.
En 1954, SOM recibió otro importante proyecto designado por el gobierno: la creación de un campus para la Academia de la Fuerza Aérea de los Estados Unidos cerca de Colorado Springs, Colorado. Los conceptos de SOM no estuvieron exentos de detractores en el Congreso, en el liderazgo de la Fuerza Aérea y en otros lugares. Como socio principal de SOM, el papel principal de Owing en el proyecto fue el de mediar en las diferencias entre los miembros de un subcomité de asignaciones del Senado y los oficiales de la Fuerza Aérea, algunos de los cuales tenían dudas sobre lo que pensaban que eran los diseños inaceptablemente modernos de la empresa.

### Trabajo individual
Frank Lloyd Wright ofreció un leve elogio a un proyecto de SOM diseñado por Owings cuando identificó que el edificio JC Penney en el Circle en Indianápolis era "el único edificio interesante" de la ciudad.
En los primeros años de la administración Kennedy, el plan para rediseñar la avenida Pensilvania fue el proyecto de remodelación más importante del país. Owings fue una figura destacada en el equipo que desarrolló el diseño preliminar durante más de un año de trabajo de alto nivel. Fue presidente de la Comisión Temporal en Pennsylvania Avenue (1964 - 1973), y también fue nombrado miembro de la Comisión Permanente. Abogó por devolver partes del National Mall al uso de peatones y restringir el crecimiento de edificaciones en el desarrollo en esa zona.
A Owings y Daniel Patrick Moynihan, entonces asesor de asuntos urbanos en la administración del presidente Richard Nixon, finalmente se les atribuyó el éxito del plan maestro para el Washington Mall y el rediseño de la Pennsylvania Avenue como el gran bulevar ceremonial de la capital. La influencia indirecta de Owings continuó después de que se completó esta fase de planificación. Su protegido de SOM fue David Childs, quien más tarde fue designado por el presidente Gerald Ford como presidente de la Comisión Nacional de Planificación de la Capital federal.
Como presidente de la Junta de Control del equipo del concepto de diseño urbano para el sistema de autopistas interestatales en Baltimore, trabajó para restringir el desarrollo de una gran carretera a través de la ciudad. Fue miembro del Consejo Asesor del Secretario del Interior para Parques Nacionales, Sitios Históricos, Edificios y Monumentos en Washington D. C. (1967 - 1970), y más tarde Presidente de ese Consejo (1970 - 1972). En este mismo período, también fue Copresidente del Comité Ejecutivo del Consejo de Recursos Humanos (1970). Fue honrado por su servicio o contribución al Comité Asesor de California sobre un Plan Maestro para Carreteras Panorámicas, el plan maestro de la costa de Monterey, la Corporación de Desarrollo de la Avenida Pensilvania y el Consejo del Presidente de Pensilvania.

## Últimos años
Owings se trasladó a San Francisco en 1951. El primer matrimonio de Owing con Emily Otis terminó en divorcio. Por influencia de Owings, a finales de 1957 su empresa envió al fotógrafo de arquitectura Morley Baer a Europa para fotografiar los edificios construidos por SOM. Eso dio como resultado que Baer pudiera quedarse un año y producir una serie de fotografías impactantes del sur de España pre-turístico, especialmente de Andalucía.

### Big Sur
Owings construyó una casa con techumbre a dos aguas en Big Sur, California en 1958 en el sitio donde le propuso matrimonio a su segunda esposa, Margaret Wentworth Owings. La residencia, más tarde apodada la "Casa de los Pájaros Salvajes", era una casa de vacaciones permanente para ellos. La revista Time la calificó como "la casa más hermosa en el sitio más hermoso" de los Estados Unidos. Con su esposa, Nathaniel redactó el Plan de uso de la zona de Big Sur, un plan maestro para proteger la pintoresca costa de Big Sur. Este trabajo se convirtió en la base de las eventuales políticas de uso del área de Big Sur; y este fue un paso crucial en el avance de Owings hacia su eventual papel como activista ambiental. Este proyecto introdujo a Owings en las preocupaciones ambientales y fue la primera de sus muchas contribuciones a las campañas de conservación y preservación. Su memoria se conmemora en el Nathaniel Owings Memorial Redwood Grove en Big Sur. Después de su muerte y la de su esposa, la casa se vendió en el año 2000 por 5.650.000 dólares. 

### Santa Fe
Los estrechos vínculos personales de Owings con el área de Santa Fe se remontan a 1944, cuando él y su primera esposa, Emily, fueron a vivir a Santa Fe. Construyeron allí una casa en Pojoaque, Nuevo México, donde criaron a su familia de cuatro hijos. A partir de entonces él y su familia continuaron manteniendo su conexión con la comunidad del área.
En años posteriores, Owings mantuvo una casa cerca de Nambé Pueblo, Nuevo México; y llegó a ser conocido como un conservacionista activo en la región de Santa Fe. Un éxito notable fue en Las Trampas, Nuevo México, donde la iglesia de San José de Gracia de 1760 fue salvada de la demolición por la construcción de una carretera por una coalición de aldeanos y ciudadanos de Santa Fe.
Owings murió a los 81 años en Santa Fe, Nuevo México, el 13 de junio de 1984. Le sobrevivió su segunda esposa, Margaret Wentworth Owings.

## Proyectos destacados
En su larga carrera, Owings participó en proyectos, que incluyen entre otros:
- 1962: Capilla de la Academia de la Fuerza Aérea en Colorado Springs, Colorado
- 1968: Wells College Library en Aurora, Nueva York[23]
- 1970: John Hancock Center, en Chicago, Illinois[24]
- 1971: Sede de Weyerhaeuser cerca de Tacoma, Washington[25]
- 1972: Terminal Haj en Jeddah, Arabia Saudita[26][27]
- 1974: Wisconsin Plaza en Madison, Wisconsin[28]
- 1976: Torre Sears en Chicago, Illinois[29]
- 1982: Enerplex, edificio norte en Princeton, Nueva Jersey[30]

### Obras seleccionados
- 1969: The American Aesthetic (con William Garnett). Nueva York: Harper & Row.
- 1973: Los espacios intermedios: el viaje de un arquitecto. Nueva York: Houghton Mifflin.

### Honores
- 1983: Medalla de Oro del American Institute of Architects.[31]
- 1983: Doctorado honoris causa en Bellas Artes, Universidad de Nuevo México
- 1961: Elegido miembro de la Academia Nacional de Diseño.